# اسلام‌آباد (ناغان)
اسلام‌آباد، روستایی از توابع بخش ناغان شهرستان کیار در استان چهارمحال و بختیاری است.

## جمعیت
این روستا در دهستان مشایخ قرار دارد و براساس سرشماری مرکز آمار ایران در سال ۱۳۹۰، جمعیت آن  ۵۸نفر (۱۶ خانوار) بوده‌است.